# Château Broich
Ne doit pas être confondu avec Château de Broich.
Le château Broich est un château situé dans la ville de Broich, Mülheim, sur la rive ouest de la Ruhr, près du centre-ville. Les fortifications se trouvent sur le gué historique de la Ruhr de l'ancienne Hellweg et sont en partie la plus ancienne construction défensive du début du Moyen Âge conservée de la fin de l'époque carolingienne au nord des Alpes. 

## Histoire
En 883, les Vikings conquièrent Duisbourg et y installent leur camp d'hiver. C'est probablement pour cette raison que Henri de Babenberg, duc de Franconie orientale, fait construire un camp militaire fortifié à Broich durant l'hiver 883-884 : l'installation originale est construite sur un éperon de terrain de 11 m de haut au-dessus de la Ruhr, probablement comme château de barrage, afin de sécuriser la rivière et le Hellweg, qui passe ici la Ruhr par un gué. Un mur d'enceinte ovale entoure de nombreux bâtiments de plusieurs pièces, dont certains à deux étages. Il n'y a cependant pas encore de cuisines, de greniers ou de puits, ce qui laisse supposer une planification pour une utilisation à court terme seulement. En avril 884, Henri et son armée chassent les Vikings de Duisbourg. Mais la menace des Vikings n'étant plus présente, le site est abandonné.
Dans ses annales, Flodoard de Reims rapporte une rencontre en 923 entre le roi Henri Ier de Francie orientale et Robert Ier sur le cours inférieur du fluvium Ruram. Certains auteurs en déduisent l'existence d'un site fortifié jusqu'à cette date. Le château abandonné est reconstruit et agrandi vers la fin du XIe siècle par les seigneurs de Broich. En 1093, les Broichois sont mentionnés pour la première fois par écrit, avec les seigneurs de Mülheim et Dümpten, comme témoins d'un tribunal comtal. 
Jusqu'au XIXe siècle, le Stroetrecht (de Stroet pour « arbuste, buissons, fourré ») appartenait également à Broich. Il s'agissait du droit de garder des chevaux sauvages dans la forêt entre Duisburg et Düsseldorf, droit qui, à l'exception du duc de Berg, n'était accordé qu'à quelques résidences nobles (Broich, Heltorf, Böckum, Haus zum Haus, Groß-Winkelhausen, Oefte et Landsberg).